# Piper alveolatum
Piper alveolatum är en pepparväxtart som beskrevs av Philipp Filip Maximilian Opiz. Piper alveolatum ingår i släktet Piper och familjen pepparväxter. Inga underarter finns listade i Catalogue of Life.